# Lac Delaunay
Pour les articles homonymes, voir Delaunay.
Le lac Delaunay est le principal plan d'eau douce à la tête de la rivière du Sault Plat, coulant dans la municipalité de Rivière-au-Tonnerre, dans la municipalité régionale de comté (MRC) Minganie, dans la région administrative de la Côte-Nord, dans la province de Québec, au Canada.

## Géographie
Le lac Delaunay est situé à l'extrémité ouest de la municipalité de Rivière-au-Tonnerre.
Le lac Delaunay comporte une longueur de 8,6 km, une largeur maximale de 1,5 km dans sa partie nord et une altitude de 148 m. Ce lac encaissé entre les montagnes est alimenté notamment par neuf décharges de lacs ou ruisseaux. Il reçoit notamment les eaux des lacs Grace et Boutereau.
L'embouchure du lac Delaunay est située au sud-est du lac. Cette embouchure est localisée à:
- 69,7 km au nord-est du centre-ville de Sept-Îles;
- 9,6 km au nord de l'embouchure de la rivière du Sault Plat;
- 48,9 km au sud-ouest du centre du village de Rivière-au-Tonnerre[1].

À partir de l’embouchure du lac Delaunay, le courant descend le cours de la rivière du Sault Plat sur 11,5 km, laquelle se déverse sur la rive nord du Golfe du Saint-Laurent.

## Toponymie
Jadis, le lac Delaunay était désigné « Lac des Pinet ». Cette ancienne désignation était associée à une famille innue qui fréquentait cette zone pour y chasser.
Le lac Delaunay rend hommage à Pierre Delaunay, né en 1616 à Fresnay-le-Boesme, dans le Maine, en France. Ce toponyme a été inscrit en 1945 au registre de la Commission de géographie du Québec. Delaunay est arrivé au Canada en 1635 pour travailler comme commis au service de la Compagnie des Cent-Associés.
Delaunay se marie le 7 novembre 1645, à Québec, à Françoise Pinguet. Le couple eut trois fils: Louis, Henri et Charles Delaunay. Le gouverneur de Montmagny concède en 1645 à Delaunay une terre dans l'actuel quartier Saint-Sacrement de Québec. À regret, Delaunay décéda le 28 novembre 1654 lors d'une attaque par les Iroquois. Sa conjointe survivante se remarie en 1655 à Vincent Poirier, sieur de Bellepoire; deux filles, Anne et Thérèse, sont nées de ce second mariage. Françoise Pinguet décède à Québec le 29 mai 1661.
Le toponyme « lac Delaunay » a été officialisé le 5 décembre 1968 par la Commission de toponymie du Québec, soit à la création de cette commission.